# آناتولیوس (کنسول)
آناتولیوس (به یونانی : Ανατόλιος، fl . 421 - 451) دیپلمات و ژنرال امپراتوری روم شرقی و کنسول در سال ۴۴۰ بود. او در دوران سلطنت تئودوسیوس دوم بسیار تأثیرگذار بود و به مدت ۱۳ سال فرماندهی ارتش شرقی امپراتوری را بر عهده داشت. او چندین بار مذاکره با آتیلا هون را رهبری کرد.

## زندگینامه
در سال ۴۲۱، آناتولیوس رهبری یک ارتش رومی در ارمنستان ایرانی را در جریان جنگ با ساسانیان برعهده داشت.
آناتولیوس از سال ۴۳۳ تا ۴۴۶ به کنسولگری رسید و در سال ۴۴۰ به کنسولگری رسید که با امپراطور غربی والنتینین سوم به عنوان همکار در اختیار داشت.

## دستاوردها
او در سمت خود به عنوان مجیستر میلیتوم قلعه تئودوسیوپولیس را در امتداد مرز با ارمنستان ایرانی در اواسط دهه ۴۳۰ ساخت. در سال ۴۴۰ آثاری را در هلیوپولیس فنیقیه کارگردانی کرد و دیوارهای گراسا در عربستان را بازسازی کرد. در سال ۴۴۰  پادشاه ساسانی یزدگرد دوم به رومیان حمله کرد. تئودوسیوس دوم آناتولیوس را برای گفتگو با پادشاه بزرگ فرستاد. آناتولیوس به سپاه ساسانی رسید و پیاده شد و پیشروی کرد. یزدگرد که از سردار رومی خبر داد، از چنین احترامی متحیر شد و با تمام سپاه به اردوگاه خود بازنشسته شد. او فرستاده تئودوسیوس را پذیرفت و با او محترمانه رفتار کرد و صلح را پذیرفت.
در سال ۴۴۲ آناتولیوس یک تکیه نقره‌ای برای استخوان‌های توما به کلیسای ادسا اهدا کرد. او کلیسایی در انطاکیه ساخت که به نام «بازیلیکا آناتولیوس» گرفته شد. او نامه های متعددی از تئودورت دریافت کرد که درخواست کمک داشت.
در سال ۴۴۳ آناتولیوس موفق شد یک سال آتش بس با آتیلا هون منعقد کند. در سال ۴۴۶ او به خدمت خود پایان داد . سال بعد، او قبلاً به عنوان پاتریسیوس تأیید شده است. در سال ۴۴۸ آناتولیوس قرارداد صلحی با آتیلا منعقد کرد و موافقت کرد که سالانه ۲۱۰۰ پوند طلا خراج بپردازد. با این حال، در سال ۴۵۰ آتیلا دوباره با امپراتوری روم در حال جنگ بود، به این بهانه که امپراتور پناهندگان فراری از قلمرو هونیک‌ها است. آتیلا به پیشنهاد مذاکره پاسخ داد که فقط با سفیران در رتبه کنسولی کار خواهد کرد و نام نوموس ، سناتور و آناتولیوس را ذکر کرد. آناتولیوس که در آن زمان به منصب مجیستر میلیتوم نائل شده بود (منصبی که حداقل تا سال بعد در اختیار داشت) و دوستش به ملاقات آتیلا رفتند که در ابتدا با آنها بدرفتاری کرد، اما بعداً تسلیم هنرهای سخنوری و هدایایی شدند. آورده بود: آتیلا شروط صلح ۴۴۸ را می‌پذیرفت، از حمله به امپراتور تئودوسیوس دوم دست می کشید و از نوار زمینی در جنوب دانوب که با صلح ۴۴۸ به دست آمده بود، دست می‌کشید. به نظر می‌رسد که اعطای آزادی بسیاری از زندانیان به رومی ها امتیازی بوده که شخصاً به این دو میهمان معتبر داده شده است.
در سال ۴۵۱ آناتولیوس به عنوان رئیس نمایندگان امپراتوری در جلسات مختلف شورای خلقیدون شرکت کرد.
در آغاز سلطنت مارسیانوس ، فلورنتیوس و آناتولیوس امپراتور را از حمایت از قیام ارامنه علیه امپراتوری ساسانی منصرف کردند.

## کتابشناسی - فهرست کتب
- کروک، برایان، کنت مارسلینوس و کرونیکل او ، انتشارات دانشگاه آکسفورد، 2001،شابک ‎۰−۱۹−۸۱۵۰۰۱−۶ ، ص. 58.
- جونز، آرنولد هیو مارتین ، جان رابرت مارتیندیل، جان موریس ، پروسوپوگرافی امپراتوری روم بعدی ، "آناتولیوس 10"، جلد 2، انتشارات دانشگاه کمبریج، 1992،شابک ‎۰−۵۲۱−۲۰۱۵۹−۴ ، صص. 84-86.
- تامپسون، ادوارد آرتور، هون ها ، انتشارات بلک ول، 1996،شابک ‎۰−۶۳۱−۲۱۴۴۳−۷ ، صص. 96-99، 134-135.
- ویتبی، مایکل، تاریخ کلیسایی اواگریوس اسکولاستیکوس ، انتشارات دانشگاه لیورپول، 2001،شابک ‎۰−۸۵۳۲۳−۶۰۵−۴ ، صص. 45-66.